# Anna Köhler (Physikerin)
Anna Köhler (* 1970) ist eine deutsche Physikerin und Hochschullehrerin. Sie lehrt und forscht im Bereich der Optoelektronik an organischen Halbleitern und ist Trägerin des Max-Born-Preises.

## Biografie
Köhler studierte ab 1989 Physik an der Universität Karlsruhe. 1992 wechselte sie an die University of Cambridge, wo sie Mathematik studierte und 1993 ein Certificate of Advanced Studies in Mathematik erwarb. Im Anschluss promovierte sie dort bis 1997 zum Thema „Photocurrent spectroscopy on conjugated polymers“ in der Optoelectronics Group bei Richard Friend am Cavendish Laboratory. In dieser Zeit bekam sie unter anderem eine Research Fellowship von Peterhouse und der Royal Society. 1998 schloss sie an der Universität Karlsruhe ihr Diplom in Physik zum Thema „Der photovoltaische Effekt an konjugierten Polymeren“ ab. Von 2002 bis 2003 war sie Dozentin im Department of Physics am King’s College London. 2003 wurde sie auf eine Professur für Chemische Physik an der Universität Potsdam berufen.
Seit 2007 ist sie Professorin am Lehrstuhl für Optoelektronik weicher Materie an der Universität Bayreuth, sowie Vorstandsmitglied beim Bayreuther Institut für Makromolekülforschung (BIMF) und Professorin im Elitestudienprogramm Macromolecular Science des Elitenetzwerks Bayern.
Von 2013 bis 2016 war sie Vizepräsidentin der Universität Bayreuth für den Bereich internationale Angelegenheiten, Chancengleichheit und Außenkontakte. Von der Gründung des Instituts im Jahr 2019 bis 2024 war sie Direktorin im zweiköpfigen Direktorium des Bayreuth Centre of International Excellence „Alexander von Humboldt“ (Bayreuth Humboldt Centre).

## Forschungsschwerpunkte
Köhler betreibt Grundlagenforschung im Bereich der Optoelektronik und Photophysik zu optischen und elektronischen Prozessen in organischen Halbleitern. Sie untersucht zum einen, wie der Strom in den Materialien transportiert wird und sie zum Leuchten bringt. Diese Prozesse spielen zum Beispiel bei organischen Leuchtdioden (OLEDs) für Displays eine Rolle. Zum anderen untersucht sie auch den umgekehrten Prozess, also wie Licht absorbiert und in Strom umgewandelt wird, was etwa für biegsame Solarzellen aus organischen Halbleiterfolien wichtig ist.
Insbesondere untersucht sie den Energie- und Ladungstransport bei Singlett- und Triplett-Anregungszuständen, die Mechanismen der Dissoziation von Exzitonen und intermolekulare Wechselwirkungen. Sie arbeitet dabei auch an Kunststoffen mit nur lose gebundenen Elektronen, den pi-konjugierten Polymeren, die Halbleitereigenschaften besitzen. Die Forschung adressiert die Zusammenhänge von elektronischer, chemischer und morphologischer Struktur. Zur Untersuchung werden zeitaufgelöste spektroskopische Techniken in Kombination mit elektrischen und strukturellen Untersuchungen eingesetzt.

## Auszeichnungen und Ehrungen
- 2019: Alexander-Todd-Hans-Krebs-Vorlesung (Alexander Todd-Hans Krebs Lectureship in Chemical Sciences) der Royal Society of Chemistry (RSC) und der Gesellschaft Deutscher Chemiker (GDCh)[6]
- 2019: Fellow der Royal Society of Chemistry[11]
- 2020: Max-Born-Preis der Deutschen Physikalischen Gesellschaft (DPG) und des britischen Institute of Physics (IOP): „Für ihre bahnbrechenden Arbeiten zur Photophysik von organischen Halbleitern, insbesondere der Untersuchung von Triplett-Zuständen, der Dissoziation von Exzitonen und der intermolekularen Wechselwirkung von Chromophoren in pi-konjugierten Polymeren.“ Sie erhielt den Preis als erste Frau.[9][4]
- 2022: Ordentliches Mitglied der Bayerischen Akademie der Wissenschaften. Sie ist damit die vierte Frau in der Sektion III „Naturwissenschaften, Mathematik, Technikwissenschaften“.[6]

## Publikationen (Auswahl)

### Buch
- Anna Köhler, Heinz Bässler: Electronic processes in organic semiconductors: an introduction. Wiley-VCH, Weinheim 2015, ISBN 978-3-527-33292-2.

### Artikel
- J. S. Wilson, A. S. Dhoot, A. J. A. B. Seeley, M. S. Khan, A. Köhler, R. H. Friend: Spin-dependent exciton formation in π-conjugated compounds. In: Nature. Band 413, Nr. 6858, Oktober 2001, ISSN 0028-0836, S. 828–831, doi:10.1038/35101565.
- Peter J. Brown, D. Steve Thomas, Anna Köhler, Joanne S. Wilson, Ji-Seon Kim, Catherine M. Ramsdale, Henning Sirringhaus, Richard H. Friend: Effect of interchain interactions on the absorption and emission of poly(3-hexylthiophene). In: Physical Review B. Band 67, Nr. 6, 28. Februar 2003, ISSN 0163-1829, doi:10.1103/PhysRevB.67.064203.
- A. Köhler, H. Bässler: Triplet states in organic semiconductors. In: Materials Science and Engineering: R: Reports. Band 66, Nr. 4–6, November 2009, S. 71–109, doi:10.1016/j.mser.2009.09.001.
- Heinz Bässler, Daniel Kroh, Franz Schauer, Vojtech Nádaždy, Anna Köhler: Mapping the Density of States Distribution of Organic Semiconductors by Employing Energy Resolved–Electrochemical Impedance Spectroscopy. In: Advanced Functional Materials. Band 31, Nr. 9, Februar 2021, ISSN 1616-301X, doi:10.1002/adfm.202007738.